# 阿尔托 (姓)
阿尔托，使用于芬兰的芬蘭語姓。它于19－20世纪在西芬兰流行。与之前流行在在自然词后添加-nen创造姓氏不同，这一姓氏的名称直接来自于自然词aalto（中文：波涛）而非其派生词。芬兰命名法研究者西尔卡·派卡拉根据在前一种姓氏中最流行的莱内和在后一种姓氏中最流行的维尔塔宁将它们分别命名为莱内类和维尔塔宁类。以下知名人物使用此姓：
- 阿尔瓦尔·阿尔托（1898年2月3日－1976年5月11日），芬兰建筑师和设计师。
- 彭蒂·阿尔托（1917年7月22日 - 1998年11月30日），芬兰语言学家。
- 萨拉·阿尔托（1987年5月2日－），芬兰创作歌手和配音员。